# Маслов, Владимир Владимирович
Ма́слов Влади́мир Влади́мирович (1934, Ляпуновка, Московская область — 22 ноября 2020, Белый Городок, Тверская область) — советский и российский художник-пейзажист, член Союза художников СССР, автодидакт.

## Биография
Родился в семье сельских учителей, в 1936 году с семьей переехал в деревню Белеутово Калининской области, жил в разных деревнях по месту работы родителей. Рано лишился матери, во время войны скитался по детским домам и бродяжничал. Учился в средней школе № 2 г. Углича. В 1951 году окончил семь классов школы и поступил в московское ремесленное училище № 6 (железнодорожное училище). Профессионального художественного образования не получил. Занимался в изобразительной студии при Центральном доме культуры железнодорожников в Москве в группе Е. И. Ануфриева. По окончании в 1953 году училища по специальности помощника машиниста паровоза работал в подмосковных городах слесарем в железнодорожном депо, монтировщиком, сварщиком-газорезчиком. Окончательно поселившись в 1956 году в посёлке Белый Городок, работал на Белогородском судостроительном-судоремонтном заводе, кочегаром, а также художником-оформителем в Доме культуры. С конца 1970-х годов начал работать как свободный художник. Увлекаясь историей и археологией, в поисках старинных вещей в 1969 году познакомился со ставшей впоследствии художницей, представительницей наивного искусства Л. М. Майковой. В 1972 году картины художника утонули в Волге по дороге на выставку по небрежности организатора (соседа-дачника). Маслов вернулся к живописи после долгого перерыва спустя пять лет (или в середине 1980-х годов), сменив кисть на мастихин. Женился на искусствоведе, впоследствии художнице Наталии Айги (Алёшиной), бывшей жене чувашского поэта Г. Н. Айги. Почётный гражданин г. Кимры.
Один из героев документального фильма «Белый Городок. Тверская область. „Чёрный снег“» из цикла «Письма из провинции» (телеканал «Культура», 2012). О художнике также снят документальный фильм «Меня волнует природа…» (Музей органической культуры, 2020; съемка 2013).

## Оценка творчества
Работы Владимира Маслова получили высокие оценки специалистов: Ю. Филатова (Государственный Эрмитаж), А. Дмитренко и Е. Ковтуна (Русский музей).
По мнению А. П. Гусаровой (Третьяковская галерея),

«Владимир Маслов — художник-самородок. Его творчество находится на вершине высокого профессионализма и фольклора. Оно несет в себе агрессивную художественную изощренность авангарда и откровенное простодушие народного лубка».

Опекавший художника реставратор и историк искусства Савелий Ямщиков писал:

«Я диву давался, как этот драгоценный самородок всего за один „бутылёк“ отдаёт налетавшим на него, словно саранча, алчным „маршанам“ свои неповторимые работы. Он передавал мне приветы, однако к советам остепениться не прислушивался».
«Работы Маслова мне хвалил Георгий Костаки; с добром относились к масловским проявлениям Анатолий Зверев, Дмитрий Краснопевцев, Александр Харитонов и другие мастера. Творения Володи Маслова существенно отличаются от затхлой, безвкусной и много раз пережеванной пищи, которой кормят многие современные галереи и псевдохудожники, лишённые и малой части дара, щедро предоставленного Владимиру Маслову самой природой».

Куратор, член ТСХ Л. А. Мещерякова называет Маслова «природным» экспрессионистом.
Писал преимущественно маслом с помощью мастихина, придерживаясь пастозной техники, но в последние годы жизни увлёкся графикой углём, карандашом, тушью.
Среди почитателей его живописи артисты балета Владимир Васильев и Екатерина Максимова, коллекционеры Александр Ващенко, Андрей Айги.

## Выставки
В России
- «Владимир Маслов — Анатолий Зверев» (Москва, 1990).
- «И бесов вой, и плач младенцев…» (Выставочный зал на Литейном, Санкт-Петербург, 1991).
- Манеж, Ленинград, 1992.
- ЦДХ, Москва, 1993, 1994.
- «Русские самородки» (Московский Дом художника, 1995).
- Галерея журнала «Русская коллекция», Москва.
- Большой театр, Москва, 1998.
- Выставочный зал на Профсоюзной улице, Москва.
- Московский дом национальностей, 2003.
- Галерея «Фонд исторической фотографии имени Карла Буллы», Санкт-Петербург, 2007.
- Выставочный зал ГосНИИ реставрации, Москва, 2007.
- «Русский Нил» (Галерея АЗ, Москва, 2009).
- Галерея Альфа, Москва, 2009.
- «Ветер с Волги» (Выставочный зал бывшей Городской Думы Угличского музея, 2022).
- «Россия. Ветер» (Дом Гоголя, Москва, 2023).

Неоднократно выставлялся в подмосковной Дубне, Кимрах и Твери.
За рубежом
- Городская галерея г. Кведлинбурга, Германия.
- Галерея замка Балленштедт, г. Балленштедт, Германия.
- Галерея «Картье и сын», Женева, Швейцария.

Работы также экспонировались в Гамбурге, Бонне, Ницце.
Картины Маслова находятся в фондах музеев и частных коллекциях Германии, Испании, Италии, Португалии, Израиля, США, Финляндии, Франции, Польши и других странах.